# Rhodocyphella
Rhodocyphella là một chi nấm trong họ Entolomataceae. Global Biodiversity Information Facility xác định nó có hai loài, R. cupuliformis và R. grisea.
Loài được thiết lập tốt Rhodocyphella cupuliformis (Berkeley & Ravenel) W.B. Cooke (1961) mọc trên cành Juniper. Mẫu điển hình được tìm thấy ở quận McIntosh, Georgia và cũng được tìm thấy ở New Zealand.